# Louis Buffet
Louis Joseph Buffet (n. 1818, Mirecourt - f. 1898) foi um político francês. Ocupou o cargo de primeiro-ministro da França, entre 10 de Março de 1875 a 23 de Fevereiro de 1876.